# سيرجيو جيتي
سيرجيو جيتي (بالإيطالية: Sergio Citti)‏ (و. 1933 – 2005 م) هو مخرج أفلام، وكاتب سيناريو، وممثل، ومنتج أفلام من إيطاليا، ومملكة إيطاليا، ولد في روما، توفي في روما، عن عمر يناهز 72 عاماً، بسبب مرض قلبي وعائي.

## وصلات خارجية
- سيرجيو جيتي على موقع IMDb (الإنجليزية)
- سيرجيو جيتي على موقع ألو سيني (الفرنسية)
- سيرجيو جيتي على موقع تيرنر كلاسيك موفيز (الإنجليزية)
- سيرجيو جيتي على موقع أول موفي (الإنجليزية)
- سيرجيو جيتي على موقع قاعدة بيانات الأفلام السويدية (السويدية)
- سيرجيو جيتي على موقع قاعدة بيانات الفيلم (الإنجليزية)
- سيرجيو جيتي على موقع كينوبويسك (الروسية)